# Jake Nava
Jake Nava, pseudonimo di Jacob Marcos Nava (Londra, 1º gennaio 1969), è un regista britannico.

## Biografia
Nato e cresciuto nel quartiere londinese di Hackney, Jake Nava si è trasferito negli Stati Uniti d'America in cui ha avviato una prolifica carriera di regista videografico. Nel 1994 ha debuttato nel settore dirigendo un video della cantante inglese Lulu, intitolato Goodbye Baby and Amen. Nel settembre 2000 lavora al videoclip di Holler, singolo della celebre band britannica Spice Girls. Nel luglio dell'anno successivo ritorna a lavorare con la boy band Blue nel video di Too Close, per il quale aveva già diretto il video Fly by II.
Tra giugno e luglio 2002, Nava dirige due video della girl band Atomic Kitten, anch'essa britannica; il 2003 segna una svolta nella sua carriera: per la prima volta dirige videoclip americani, lavorando a due singoli consecutivi della cantante Beyoncé, Crazy in Love e Baby Boy, che gli faranno guadagnare fama e riconoscimenti. L'anno successivo lavora dapprima con Kylie Minogue nel video di Red Blooded Woman, dirige per la prima volta Britney Spears nel videoclip di My Prerogative, cover di Bobby Brown, e filma un nuovo video di Beyoncé, Naughty Girl. Nel 2015 lavora con Lana Del Rey nel video del primo singolo estratto dall'album "Honeymoon".

## Videografia parziale
- 1994 - Lulu: Goodbye Baby and Amen
- 1994 - Mark Morrison: Crazy
- 1995 - Mark Morrison: Return of the Mack
- 1999 - Blue: Fly By II
- 2000 - Tina Turner: Whatever You Need
- 2000 - Jamelia: Call Me
- 2000 - Spice Girls: Holler
- 2001 - Victoria Beckham: Not Such an Innocent Girl
- 2001 - Blue: Too Close
- 2002 - Mis-Teeq: B With Me
- 2002 - Atomic Kitten: It's OK!
- 2002 - Atomic Kitten: The Tide Is High (Get the Feeling)
- 2002 - The Cranberries: Stars
- 2002 - Ms. Dynamite: It Takes More
- 2003 - Atomic Kitten: Be with You
- 2003 - Mis-Teeq: Scandalous
- 2003 - Des'ree: It's Okay
- 2003 - Beyoncé feat. Jay-Z: Crazy in Love
- 2003 - Ms. Dynamite: Dy-na-mi-tee [Swizz Beatz remix]
- 2003 - Beyoncé feat. Sean Paul: Baby Boy
- 2003 - Blaque: I'm Good
- 2003 - Kelis: Milkshake
- 2004 - Kylie Minogue: Red Blooded Woman
- 2004 - Enrique Iglesias feat. Kelis: Not in Love
- 2004 - Holly Valance: State of Mind
- 2004 - Dido: Don't Leave Home

- 2004 - Natasha Bedingfield: Single
- 2004 - Beyoncé: Naughty Girl
- 2004 - Usher: Burn
- 2004 - Skye Sweetnam: Tangled Up in Me
- 2004 - Utada Hikaru: Easy Breezy
- 2004 - Brandy: Who Is She 2 U
- 2004 - Britney Spears: My Prerogative
- 2004 - Lindsay Lohan: Rumors
- 2005 - Natalie Imbruglia: Shiver
- 2005 - Lindsay Lohan: Over
- 2005 - Destiny's Child: Cater 2 U
- 2005 - Rooster: You're So Right For Me
- 2005 - System of a Down: B.Y.O.B.
- 2005 - Lindsay Lohan: First
- 2005 - Mariah Carey: Shake It Off
- 2005 - The Rolling Stones: Streets of Love
- 2005 - Mariah Carey: Get Your Number
- 2006 - Paul Oakenfold feat. Brittany Murphy: Faster Kill Pussycat
- 2006 - Robbie Williams: Lovelight
- 2006 - Pink (cantante): Nobody Knows
- 2009 - Shakira: She Wolf
- 2009 - Britney Spears: If U Seek Amy
- 2009 - Leona Lewis: " Happy"
- 2010 - Alicia Keys: Un-Thinkable (I'm Ready)
- 2011 - Kanye West: Monster
- 2011 - Adele: Someone like You
- 2011 - Emeli Sandé: Heaven
- 2012 - B.o.B feat. Taylor Swift: Both of Us
- 2014 - Lana Del Rey: "Shades Of Cool"
- 2015 - Lana Del Rey: "High By The Beach"